# Cissus striata
Cissus striata es una especie del género Cissus en la familia Vitaceae. Es una planta trepadora que se encuentra en Sudamérica.

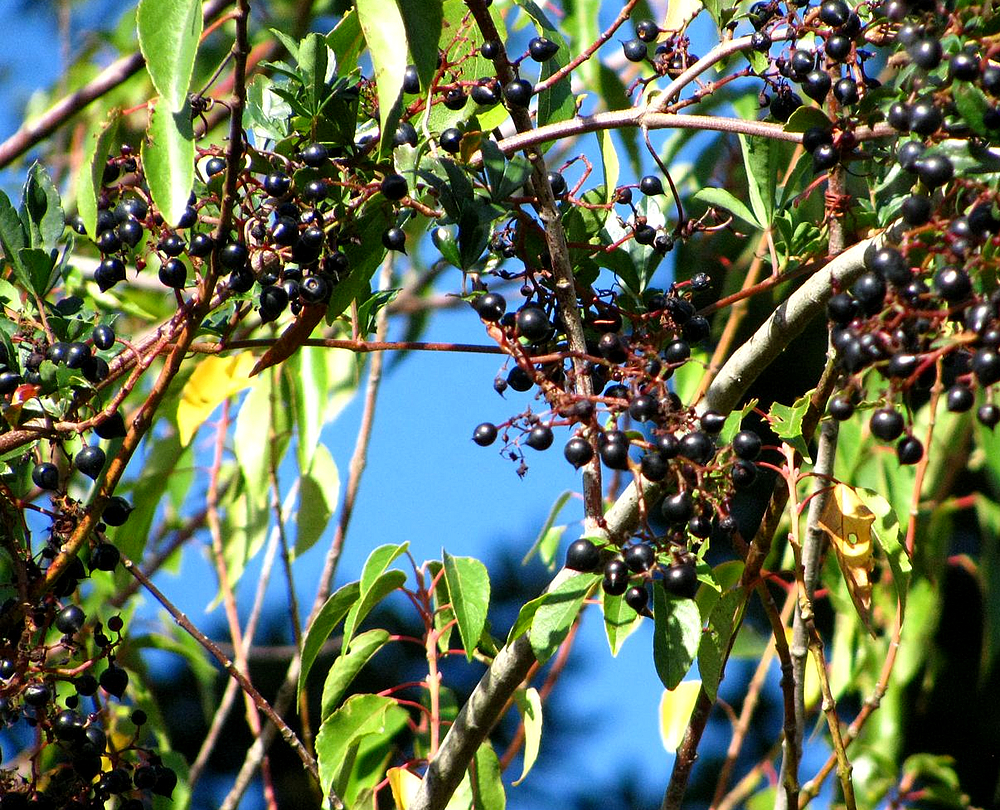
Detalle de los frutos

## Descripción
Es una planta trepadora que se encuentra en el centro-sur de Chile con una amplia distribución desde Coquimbo a la Región de Los Lagos. Sus hojas están compuestas por cinco foliolos en forma palmeada.

## Taxonomía
Cissus striata fue descrita por Ruiz & Pav. y publicada en Flora Peruviana, et Chilensis 1: 64, pl. 100, f. b, en el año 1798.
Etimología
Cissus: nombre genérico que deriva del griego κισσος ( kissos ), que significa "hiedra".
striata: epíteto latino que significa "estriada".
Variedades aceptadas
- Cissus striata subsp. argentina (Suess.) Lombardi

Sinonimia
- Adenopetalum palmatum Turcz.
- Ampelopsis striata (Carrière) Beissn., Schelle & Zabel
- Cissus deficiens Hook. & Arn.
- Cissus striata var. chilensis Suess.
- Cissus striata var. deficiens (Hook. & Arn.) Reiche
- Vitis striata (Ruiz & Pav.) Baker[5]

## Nombre común
En español: voqui colorado, zarzaparrilla, voqui negro, mahul, pilpilvoqui, voqui rojo, voqui.